# 에베르통 테이셰이라
에베르통 테이셰이라(포르투갈어: Ewerton Teixeira, 1982년 2월 13일)는 브라질의 킥복싱 선수다. 격투 스타일은 가라테를 기본으로 하고 있다.

## 생애

### 이름
에베르톤 테세이라라고도 불리지만, 실제 브라질 포르투갈어 발음은 에베르통 테이셰이라에 가깝다.

### 입식 격투 전적
- 14전 11승 3패(2 KO)

| 경기일자         | 상대                | 결과 | 내용                   | 대회                         |
| ---------------- | ------------------- | ---- | ---------------------- | ---------------------------- |
| 2010년 12월 11일 | 에롤 짐머맨         | 승   | 3R 판정                | K-1 월드 GP 2010 final       |
| 2010년 10월 2일  | 피터 아츠           | 패   | 4R 연장판정            | K-1 월드 GP 2010 final 16    |
| 2010년 7월 11일  | 알렉스 로버츠       | 승   | 1R KO                  | K-1 월드 GP 2010 in Canberra |
| 2009년 12월 5일  | 알리스타 오브레임   | 패   | 1R KO                  | K-1 월드 GP 2009 final       |
| 2009년 9월 26일  | 싱 자이딥           | 승   | 5R 재연장판정          | K-1 월드 GP 2009 final 16    |
| 2009년 3월 28일  | 제롬 르 밴너        | 승   | 5R 재연장판정          | K-1 월드 GP 2009 in yokohama |
| 2008년 12월 6일  | 에롤 짐머맨         | 패   | 3R 판정                | K-1 월드 GP 2008 final       |
| 2008년 9월 27일  | 모리 아키오         | 승   | 3R 판정                | K-1 월드 GP 2008 final 16    |
| 2008년 6월 29일  | 후지모토 쿄타로     | 승   | 3R 판정                | K-1 월드 GP 2008 in fukuoka  |
| 2008년 6월 29일  | 나카사코 츠요시     | 승   | 3R 판정                | K-1 월드 GP 2008 in fukuoka  |
| 2008년 6월 29일  | 타카하기 츠토무     | 승   | 1R 2분 18초 KO         | K-1 월드 GP 2008 in fukuoka  |
| 2008년 4월 13일  | 후지모토 유스케     | 승   | 5R 재연장전 2분 1초 KO | K-1 월드 GP 2007 in yokohama |
| 2004년 5월 30일  | 피터 마이스트로비치 | 승   | 3R 판정                | Sankyo presents 一擊         |
| 2003년 2월 22일  | 카토 타츠야         | 승   | 3R 판정                | Sankyo presents 一擊         |

## 정보
키 187cm에 체중 100kg대로 헤비급에서 대체로 약간 표준체격에 속한다. 가라테 세계 대회에서 우승을 한 경험이 있고, K-1에 데뷔하자마자 아직은 경기운영면에서는 부족하지만 후지모토 유스케를 꺾으면서 만만치 않은 기량을 선보였다. 일본GP 8강전부터는 타카하기 츠토무를 한층 더 향상된 기량으로 1R KO로 잠재웠고 준결승에선 나카사코 츠요시를 로킥으로 다리 데미지를 크게 주어 판정승을 따내고 결승전에선 노골적 아웃파이팅을 펼치는 후지모토 쿄타로를 판정으로 잡아내면서 신예답지 않은 대단한 기술과 파워를 보여줬다. 그의 소속팀은 최배달이 창설한 극진회관에 소속해 있다.
2008년 9월 27일 서울에는 일본의 대표 가라테 파이터 모리 아키오와 붙어 이기고 데뷔 첫 해에 K-1 월드그랑프리 8강에 진출한다. 오는 12월 6일에는 22세의 신예 파이터인 에롤 짐머맨과의 경기에서 판정으로 지게 되고, [[2009년]3월 28일에는 무관의 제왕 제롬 르 밴너와 붙게 돼 재연장전에서 근소한 차이로 승리하고 9월 26일 인도의 킥복서 싱 자이딥에게 연장판정승을 거둬 2년 연속 8강에 진출하나 12월 5일에 있었던 8강전에서 알리스타 오브레임에게 K-1에서의 첫 KO패를 당한다. 다음해인 2010년 7월 10일 K-1 캔버라 대회에서 알렉스 로버츠에게 오랜만의 화끈한 KO승을 거두지만 10월 K-1 WGP 개막전에서 베테랑 피터 아츠를 만나 연장전 승부를 펼친 끝에 패배한다. 하지만 그 해 파이널 대회에서 리저브 매치에 출전하여 과거 자신에게 K-1에서의 첫 패를 안겼던 에롤 짐머맨에 리벤지를 성공한다.

### 타이틀
- 극진 올 아메리칸 챔피언십 우승 2001. 2002. 2003. 2004. 2007년 5회
- 제3회 전 세계 웨이트제 가라테 중량급 선수대회 우승
- 제9회 전 세계 대회 우승